# هاوال اچ۲
هاوال اچ۲ (به انگلیسی: Haval H2) یک کراس اوور است، که توسط سازنده چینی گریت وال ساخته می‌شود.

## بررسی

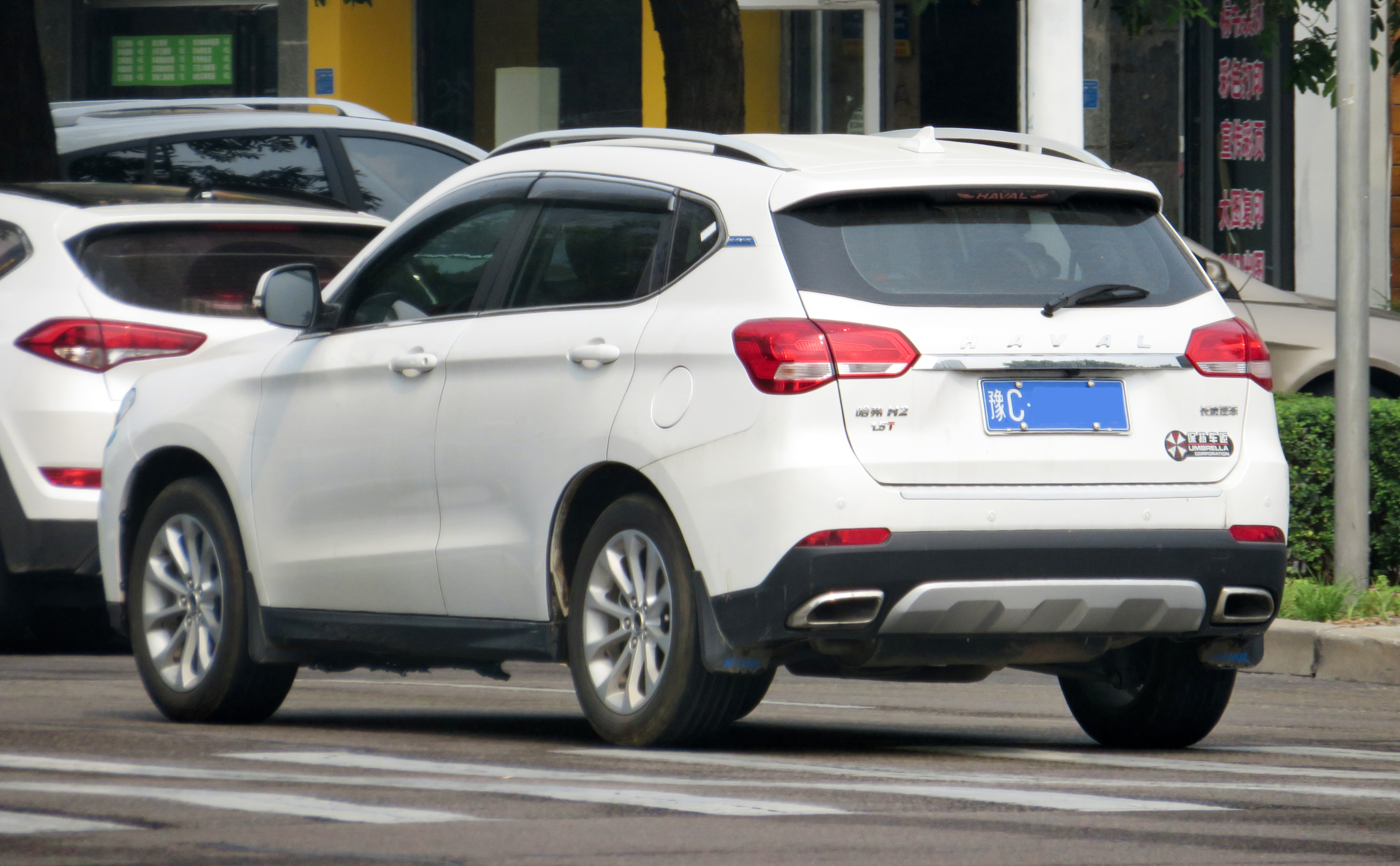
هاوال h2

هاوال اچ۲ یک کراس اوور جمع و جور است. رقبای هم کلاس این خودرو عبارت اند از رنو کپچر، پژو ۲۰۰۸، سانگ‌یانگ تیوولی، نیسان جوک، هوندا سی‌آر-وی، چری تیگو ۷، ریگان کوپا، ام‌جی آرایکس۵، ام‌جی جی‌اس، بیسو تی۳، هایما اس۵، هایما اس۷، ام‌وی‌ام ایکس۵۵، جک اس۵، چری تیگو ۵، بی‌وای‌دی اس۶.

### عملکرد فنی
هاوال اچ۲ دارای پیشرانه متوسط می‌باشد. محور این خودرو تک دیفرانسیل جلو و یک گیربکس ۶ دنده اتوماتیک با حالت برفی دارد. این خودرو دارای موتور ۱٬۵ لیتری ۴ سیلندر توربوشارژ می‌باشد که می‌تواند ۱۴۱ اسب بخار قدرت تولید کند و ۲۰۲ نیوتن متر گشتاور داشته باشد. حداکثر سرعت این خودرو ۱۸۰ کیلومتر بر ساعت است و می‌تواند ۱۱/۹ ثانیه شتاب بگیرد مصرف ترکیبی این خودرو ۹ لیتر در ۱۰۰ کیلومتر می‌باشد.

### ابعاد و اندازه
هاوال اچ۲ یک شاسی بلند متوسط است. ابعاد آن به ترتیب ۱۶۹۵/۱۸۱۴/۴۳۳۵ می‌باشد. فاصله بین دو محور آن ۲۵۶۰ و وزن آن ۱۴۹۵ می‌باشد. حجم باک آن ۵۵ لیتر و سایز چرخ‌های جلو و عقب آن ۲۳۵/۵۵R۱۸ است.

### امکانات ایمنی و رفاهی
هاوال اچ۲ دارای امکانات رفاهی بسیار زیادی نسبت به قیمتش است و فروش بسیار زیادی دارد. این خودرو دارای کروز کنترل، کنترل ایستایی در سربالایی، کنترل سرعت در سرازیری، کنترل پایداری و حالت رانندگی اکو است.
در مورد سنسورها و سیستم هشدار دهنده، این خودرو دارای سنسور عقب، باران و فشار باد تایر است. ترمزهای جلو و عقب این خودرو، دیسکی است و سیستم‌های ترمز آن عبارت اند از توزیع نیروی ترمز (EBD)، ترمز ضد قفل (ABS)، ترمز کمکی (BAS)، ترمز پارک برقی (EPB) و اتوهلد. در مورد سیستم روشنایی هاوال اچ۹ دارای دی لایت، اتو لایت، چراغ مه‌شکن جلو و عقب، چراغ بدرقه، نورپردازی داخلی، تنظیم برقی ارتفاع نور می‌باشد. این خودرو دارای یک فرمان ۲ حالته الکتریکی حساس به سرعت است که دارای روکش چرم و دکمهٔ روی فرمان می‌باشد. این خودرو دارای سیستم صوتی ۸ اسپیکر با هندزفری، مانیتور ۸ اینچی لمسی، نمایشگر ۳/۵ اینچی صفحه کیلومتر، نمایش خطوط کمکی پارک با حرکت فرمان، نویگیشن، دوربین عقب و دوربین جانبی می‌باشد که می‌تواند از Bluetooth - USB - MP5 - AUX -MirrorLink - SD Crad پشتیبانی کند. این خودرو دارای ۶ ایربگ (راننده - سرنشین جلو - جانبی جلو - پرده ای)، پشت سری فعال، کمربند ایمنی پیش کشنده، کمربند ایمنی محدود کننده، ورود بدون کلید، استارت دکمه ای، سیستم تهویه اتوماتیک دوگانه، صندلی راننده ۶ حالته برقی به همراه تنظیم برقی گودی کمر و سرنشین جلو ۴ حالته دستی، صندلی عقب تاشو، گرمکن صندلی جلو، چرم قرمز و مشکی، ایزوفیکس صندلی، خروجی ۱۲ ولت و تریم متال می‌باشد. از نظر شیشه و آینه و شیشه این خودرو دارای آینه عقب الکتروکرومیک، آینه جانبی تاشو برقی، تنظیم برقی آینه جانبی، گرمکن آینه جانبی و سانروف می‌باشد.

## تاریخچه
برچسب قرمز هاوال اچ۲ در نمایشگاه اتومبیل پکن در سال ۲۰۱۴ آغاز شد. با وجود این کراس اوور با داشتن نشان قرمز هاوال، قبل از استراتژی بازار برچسب قرمز و آبی راه اندازی شد. برچسب آبی هاوال اچ۲ بعداً در نمایشگاه خودروی چنگدو ۲۰۱۶ راه اندازی شد که اچ۲ اولین هاوال است که در هر دو برچسب قرمز و آبی به فروش می‌رسد. در حالی که قیمت مشابه دارد و از همان پیشرانه و کارایی مشابه برخوردار است، خودروهای برچسب قرمز معمولاً از یک ظاهر طراحی محافظه کارانه تر برخوردار هستند و اتومبیل‌های برچسب آبی از یک ظاهر طراحی شده تهاجمی تر بهره می‌برند و در بازارهای جوان تر هدفمند هستند.

## بازارها

### مالزی
هاوال اچ۲ که در مه ۲۰۱۴ وارد مالزی شد به سه دسته تقسیم می‌شود که عبارت اند از: استاندارد، کامفورت و پریمیوم. استاندارد فقط با جعبه دنده دستی شش سرعته قابل دسترسی بود در حالی که انواع کامفورت و پریمیوم فقط با یک واحد اتوماتیک شش سرعته قابل دسترسی هستند. مدل‌های استاندارد در سپتامبر ۲۰۱۶ کاملاً از چین وارد شده‌اند و فقط مدل‌های مونتاژ شده که مدل‌های کامفورت و پریمیوم هستند به صورت رسمی در دسترس بوده‌اند.

### ایران
هاوال اچ۲ در سال ۲۰۱۷ توسط گروه بهمن موتور وارد ایران شد و از اواخر سال ۱۳۹۶ روی خط تولید بهمن موتور قرار گرفت. این خودرو که به شکل CKD مونتاژ می‌شد، برای اولین بار با مدل ۱۳۹۷ به دست خریداران رسید. مونتاژ هاوال اچ۲ به دلیل عدم وجود قطعات و تحریم‌ها، در سال ۱۳۹۸ متوقف شد. هاوال اچ۲ در حال حاضر، وضعیت خوبی به لحاظ تأمین قطعات و خدمات پس از فروش ندارد و به همین دلیل، به ندرت در بازار خرید و فروش می‌شود.

### اروپا
در ژوئن ۲۰۱۹، صادرات برچسب قرمز هاوال اچ۲ با موتور ۱٫۶ لیتر بنزینی با قدرت ۱۴۶ اسب بخار مونتاژ شده است.

### چین
هاوال اچ۲ در سال ۲۰۱۵ عنوان ششمین شاسی بلند پرفروش چین را کسب کرد. کمپانی هاوال علاقه‌مند به تولید خودروهای اس یووی می‌باشد.

## نگارخانه

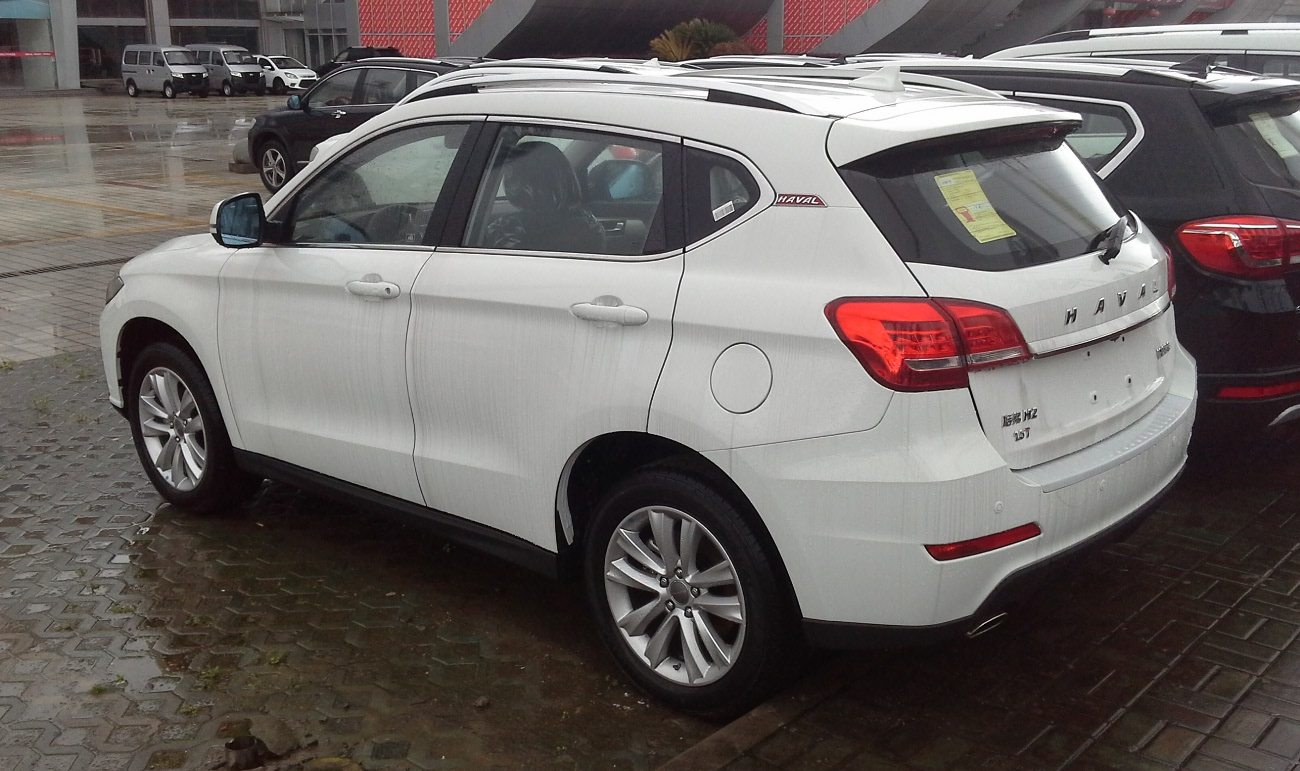
تصویر عقب برچسب قرمز هاوال اچ۲.
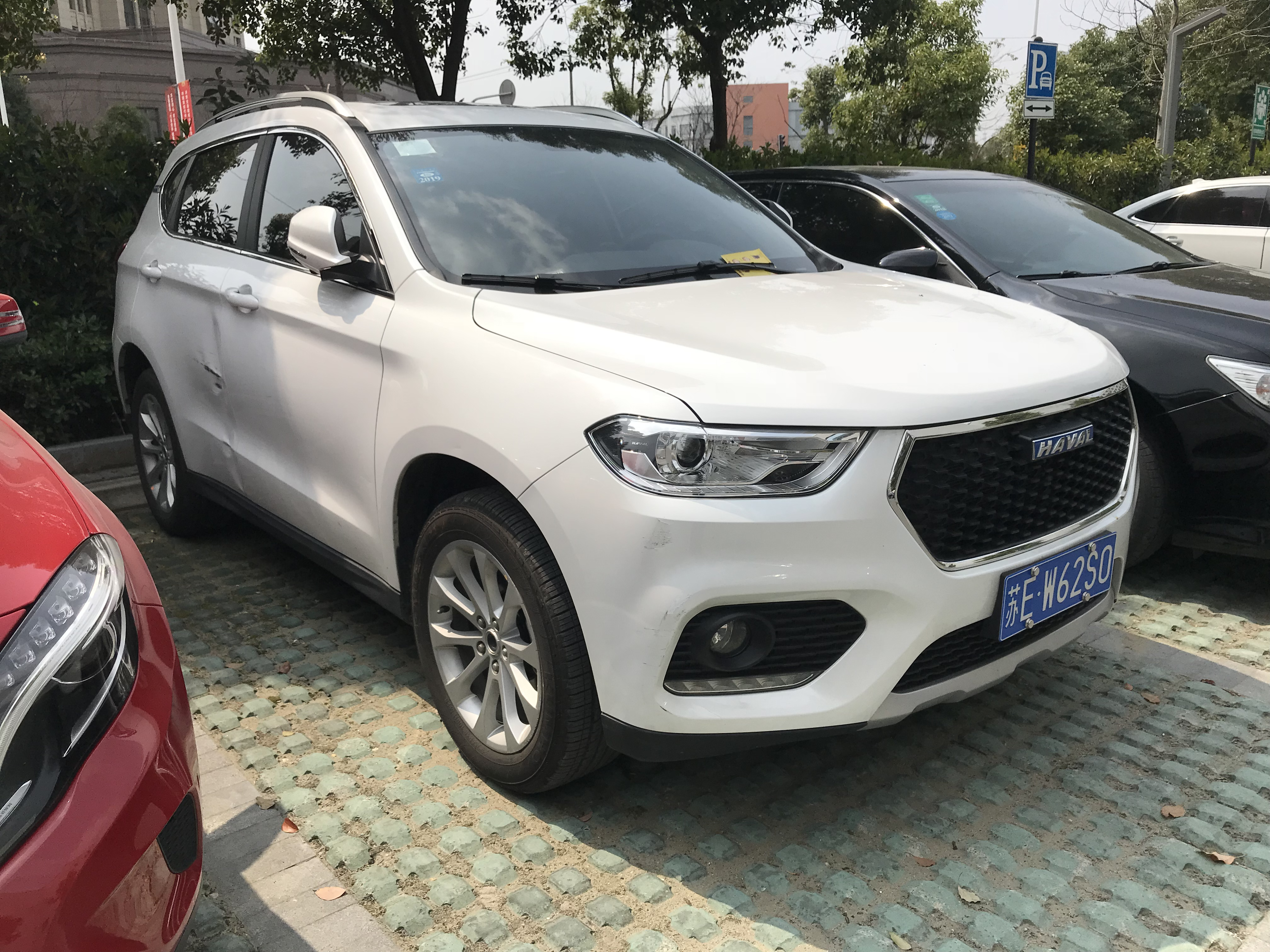
تصویر جلو برچسب آبی هاوال اچ۲.
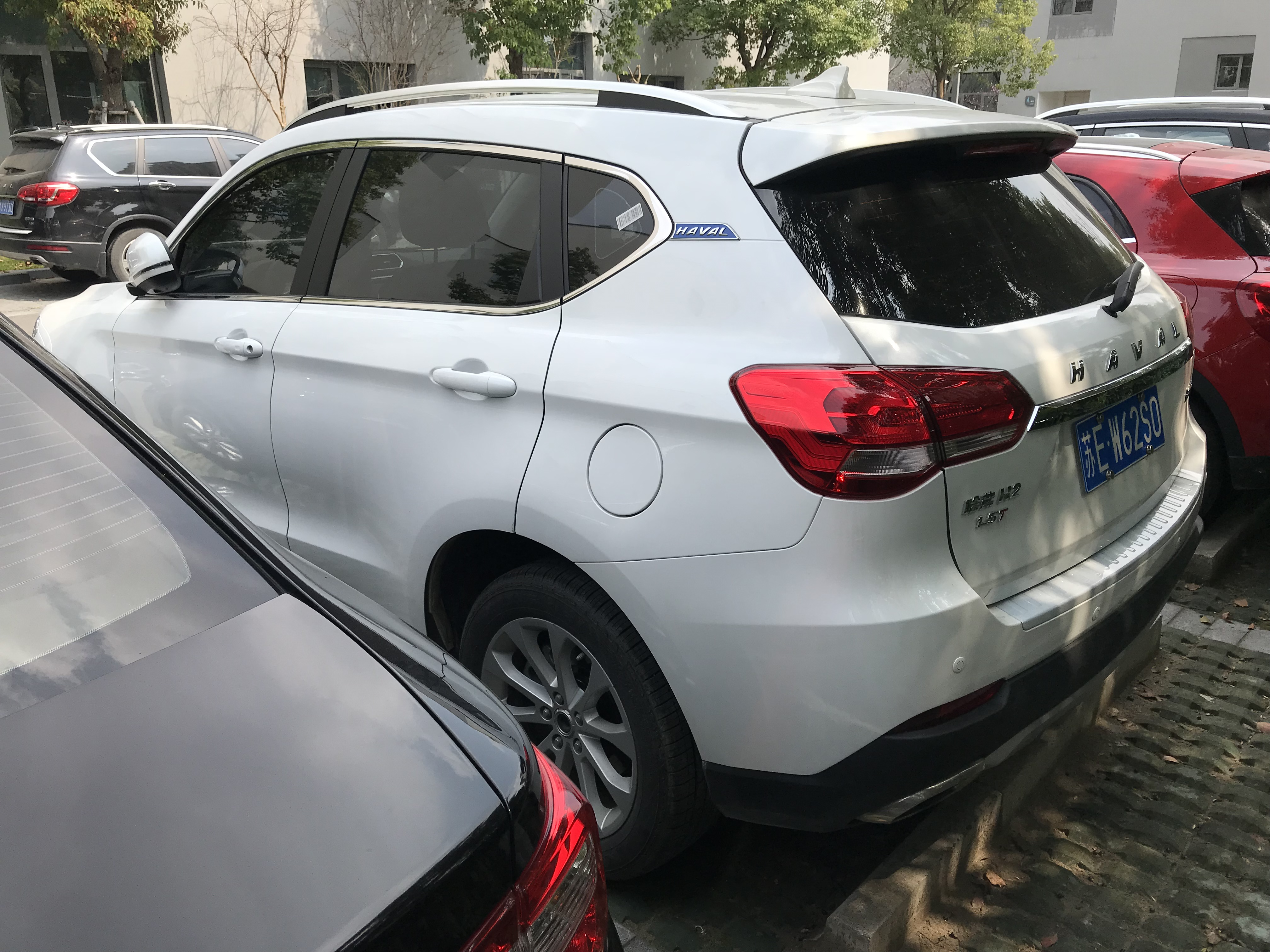
تصویر عقب برچسب آبی هاوال اچ۲.